# Grand Prix automobile d'Italie 2017
GP précédent GP suivant
Le Grand Prix automobile d'Italie 2017 (Formula 1 Gran Premio Heineken d'Italia 2017), disputé le 3 septembre 2017 sur le circuit de Monza, est la 969e épreuve du championnat du monde de Formule 1 courue depuis 1950 où le circuit, situé dans le Parco Reale de Monza et surnommé le Temple de la vitesse, faisait partie des sept pistes utilisées pour cette édition inaugurale. Il s'agit de la soixante-dix-huitième  édition du Grand Prix d'Italie comptant pour le championnat du monde de Formule 1, la soixante-septième se tenant à Monza, et de la treizième manche du championnat 2017.
En réalisant, sous la pluie de Monza, sa soixante-neuvième pole position (sa huitième de la saison), Lewis Hamilton devient le nouveau recordman de l'exercice en Formule 1, devant Michael Schumacher. La séance de qualification est interrompue sur drapeau rouge en raison d'un accident de Romain Grosjean, parti en aquaplanage en pleine ligne droite après seulement quelques minutes dans la première phase. Reportée de quart d'heure en quart d'heure, la session ne reprend qu'après plus de deux heures et est entièrement dominée par Hamilton. Lors de la troisième phase, alors que la pluie a redoublé, les pilotes les plus rapides en pneus pluie (marquage bleu) sont les deux coéquipiers chez Red Bull Racing, Max Verstappen et Daniel Ricciardo, à plus d'une seconde du pilote Mercedes. Ils ne tirent toutefois pas profit de leurs belles performances à la suite de nombreuses pénalités pour des changements d'éléments de leurs groupes propulseurs qui les repoussent en fond de grille. Le débutant canadien Lance Stroll, auteur du quatrième temps, profite de leur recul pour s'élancer, pour la première fois de sa carrière, en première ligne. Esteban Ocon, initialement cinquième, occupe la deuxième ligne avec Valtteri Bottas. Les pilotes Ferrari à la peine sur la piste détrempée de Monza, réalisent les septième et huitième temps mais s'élancent en troisième ligne, Kimi Räikkönen devant Sebastian Vettel.
Les Mercedes W08 se montrent très largement au-dessus du lot lors de la course, disputée sous un temps ensoleillé. Ainsi, tandis que Lewis Hamilton s'envole dès le départ pour un véritable cavalier seul, Valtteri Bottas ne met que trois tours pour accéder la deuxième place et assurer un nouveau doublé des Flèches d'Argent, que plus personne ne revoit. Hamilton s'adjuge la 59e victoire de sa carrière, sa sixième de la saison. Alors que la Scuderia Ferrari affiche à Monza le chiffre 70 pour fêter l'anniversaire de sa création en 1947, Sebastian Vettel termine sur la troisième marche du podium, à plus de 30 secondes des Mercedes. Seizième sur la grille de départ et très rapide au volant de sa Red Bull RB13, Daniel Ricciardo, auteur du meilleur tour en fin d'épreuve, effectue plusieurs dépassements tranchants, le dernier sur Kimi Räikkönen en bout de ligne droite au quarantième tour, pour prendre la quatrième place. Parti du troisième rang sur la grille et auteur d'un excellent départ qui lui permet d'être deuxième au premier virage, Esteban Ocon contient jusqu'au bout les Williams FW40 de Lance Stroll et Felipe Massa pour se classer sixième. Sergio Pérez finit juste derrière eux, au neuvième rang alors que Max Verstappen, repoussé loin du peloton après un accrochage et une crevaison au premier tour, remonte à la dixième place, à un tour du vainqueur.
Hamilton s'empare, pour la première fois de la saison, de la tête du championnat avec 238 points et devance Vettel de 3 points (235 points) ; suivent Bottas (197 points), Ricciardo (144 points), Räikkönen (138 points), Verstappen (68 points) et Pérez (58 points). Mercedes, avec 435 points, conserve la tête du championnat devant Ferrari (373 points) et Red Bull Racing (212 points) ; suivent Force India (113 points), Williams (55 points), Scuderia Toro Rosso (40 points), Haas (35 points), Renault (34 points), McLaren (11 points) et Sauber (5 points).

## Pneus disponibles
| Pneus pour piste sèche | Pneus pour piste sèche | Pneus pour piste sèche | Pneus pluie    | Pneus pluie |
| ---------------------- | ---------------------- | ---------------------- | -------------- | ----------- |
| Super tendres          | Tendres                | Médiums                | Intermédiaires | Pluie       |

## Essais libres

### Première séance, le vendredi de 10 h à 11 h 30

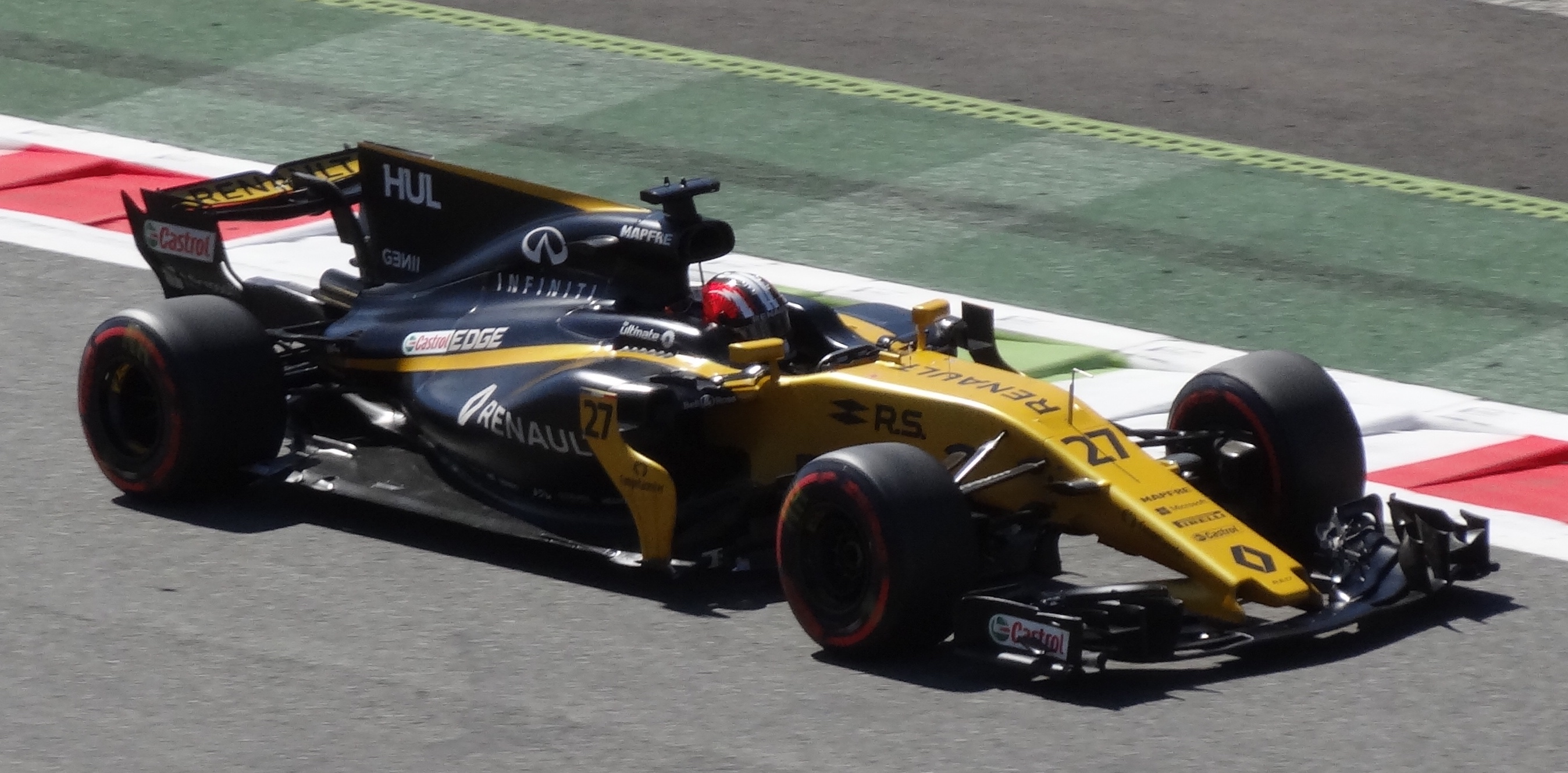
Nico Hülkenberg à Monza en 2017.

| Pos. | Pilote           | Voiture            | Chrono         | Écart     |
| ---- | ---------------- | ------------------ | -------------- | --------- |
| 1    | Lewis Hamilton   | Mercedes           | 1 min 21 s 537 |           |
| 2    | Valtteri Bottas  | Mercedes           | 1 min 21 s 972 | + 0 s 435 |
| 3    | Sebastian Vettel | Ferrari            | 1 min 22 s 652 | + 1 s 115 |
| 4    | Kimi Räikkönen   | Ferrari            | 1 min 22 s 689 | + 1 s 152 |
| 5    | Daniel Ricciardo | Red Bull-TAG Heuer | 1 min 22 s 742 | + 1 s 205 |
| 6    | Max Verstappen   | Red Bull-TAG Heuer | 1 min 22 s 749 | + 1 s 212 |

### Deuxième séance, le vendredi de 14 h à 15 h 30

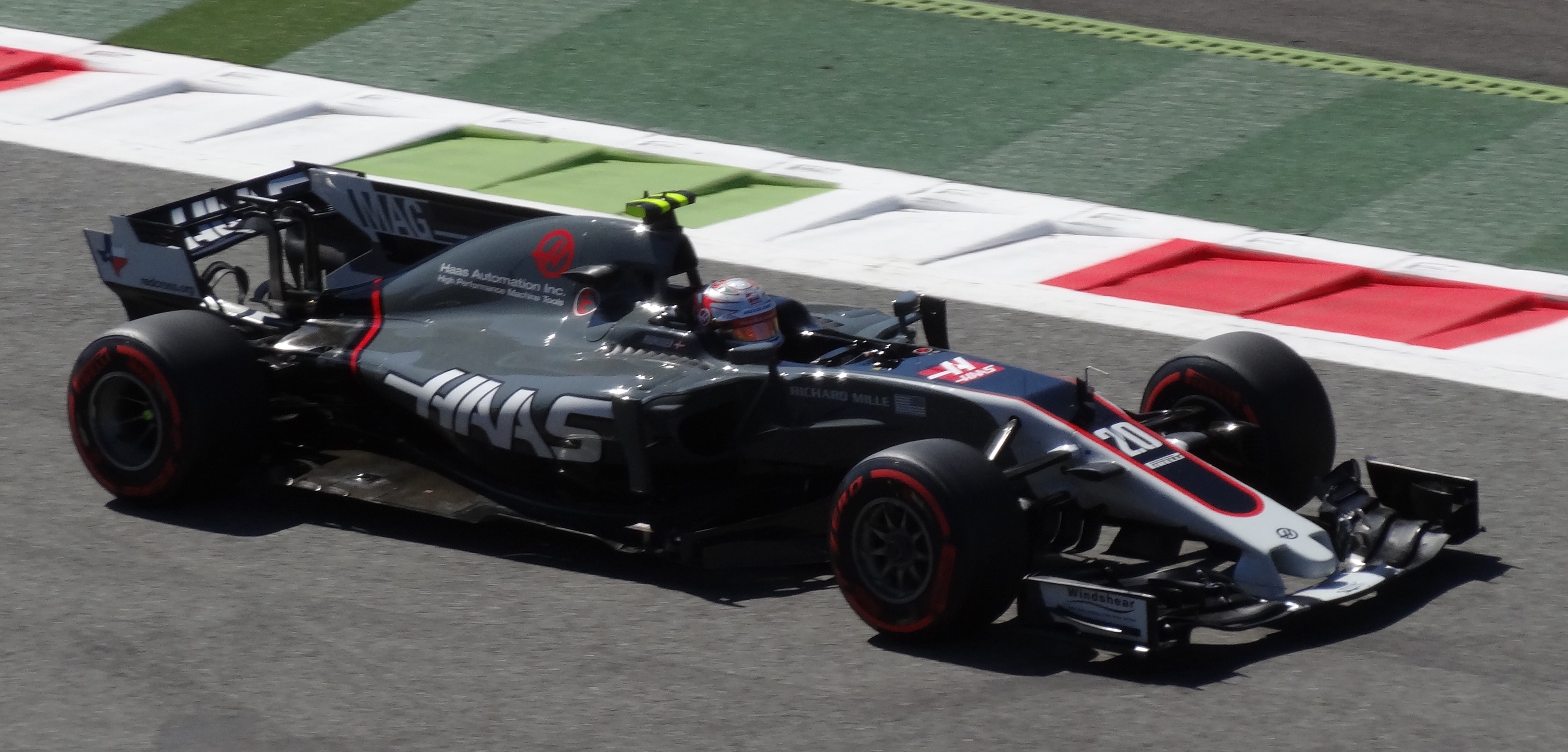
Kevin Magnussen à Monza en 2017.

| Pos. | Pilote           | Voiture            | Chrono         | Écart     |
| ---- | ---------------- | ------------------ | -------------- | --------- |
| 1    | Valtteri Bottas  | Mercedes           | 1 min 21 s 406 |           |
| 2    | Lewis Hamilton   | Mercedes           | 1 min 21 s 462 | + 0 s 056 |
| 3    | Sebastian Vettel | Ferrari            | 1 min 21 s 546 | + 0 s 140 |
| 4    | Kimi Räikkönen   | Ferrari            | 1 min 21 s 804 | + 0 s 398 |
| 5    | Max Verstappen   | Red Bull-TAG Heuer | 1 min 22 s 409 | + 1 s 003 |
| 6    | Daniel Ricciardo | Red Bull-TAG Heuer | 1 min 22 s 752 | + 1 s 346 |

### Troisième séance, le samedi de 11 h à 12 h
| Pos. | Pilote           | Voiture            | Chrono         | Écart     |
| ---- | ---------------- | ------------------ | -------------- | --------- |
| 1    | Felipe Massa     | Williams-Mercedes  | 1 min 40 s 660 |           |
| 2    | Lance Stroll     | Williams-Mercedes  | 1 min 40 s 888 | + 0 s 228 |
| 3    | Nico Hülkenberg  | Renault            | 1 min 41 s 491 | + 0 s 831 |
| 4    | Carlos Sainz Jr. | Toro Rosso-Renault | 1 min 41 s 515 | + 0 s 885 |
| 5    | Jolyon Palmer    | Renault            | 1 min 44 s 369 | + 3 s 709 |
| 6    | Marcus Ericsson  | Sauber-Ferrari     | 1 min 44 s 701 | + 4 s 041 |

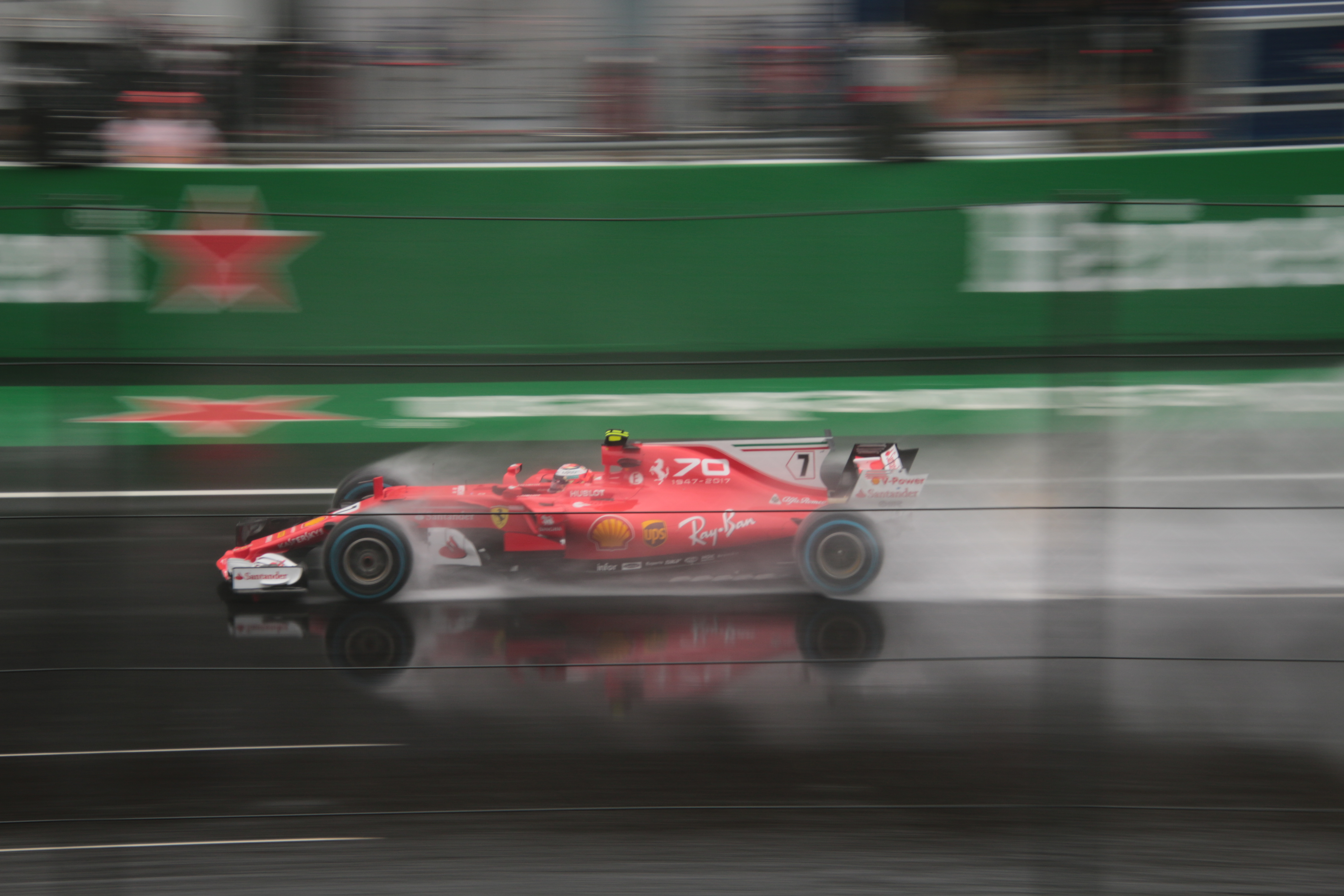
Kimi Räikkönen sous la pluie à Monza en 2017.

- De fortes précipitations noient le circuit de Monza et la piste n'est pas ouverte pour ces troisièmes essais libres avant les seize dernières minutes de la séance. Sur un tracé inondé, et chaussés de pneus pluie (marquage bleu), sept pilotes seulement bouclent un tour complet, les autres se contentant de simples tours de reconnaissance achevés en reprenant la voie des stands sans passer par la ligne de chronométrage[4].

## Séance de qualifications

### Résultats des qualifications
| Pos.                                                                                      | Pilote            | Écurie               | Qualifications 1 | Qualifications 2 | Qualifications 3 |
| ----------------------------------------------------------------------------------------- | ----------------- | -------------------- | ---------------- | ---------------- | ---------------- |
| 1                                                                                         | Lewis Hamilton    | Mercedes             | 1 min 36 s 009   | 1 min 34 s 660   | 1 min 35 s 554   |
| 2                                                                                         | Max Verstappen    | Red Bull-TAG Heuer   | 1 min 37 s 344   | 1 min 36 s 113   | 1 min 36 s 702   |
| 3                                                                                         | Daniel Ricciardo  | Red Bull-TAG Heuer   | 1 min 38 s 304   | 1 min 37 s 313   | 1 min 36 s 841   |
| 4                                                                                         | Lance Stroll      | Williams-Mercedes    | 1 min 37 s 653   | 1 min 37 s 002   | 1 min 37 s 032   |
| 5                                                                                         | Esteban Ocon      | Force India-Mercedes | 1 min 38 s 775   | 1 min 37 s 580   | 1 min 37 s 719   |
| 6                                                                                         | Valtteri Bottas   | Mercedes             | 1 min 35 s 716   | 1 min 35 s 936   | 1 min 37 s 933   |
| 7                                                                                         | Kimi Räikkönen    | Ferrari              | 1 min 38 s 235   | 1 min 37 s 031   | 1 min 37 s 987   |
| 8                                                                                         | Sebastian Vettel  | Ferrari              | 1 min 37 s 198   | 1 min 36 s 223   | 1 min 38 s 064   |
| 9                                                                                         | Felipe Massa      | Williams-Mercedes    | 1 min 38 s 338   | 1 min 37 s 456   | 1 min 38 s 251   |
| 10                                                                                        | Stoffel Vandoorne | McLaren-Honda        | 1 min 38 s 767   | 1 min 37 s 471   | 1 min 39 s 157   |
| 11                                                                                        | Sergio Pérez      | Force India-Mercedes | 1 min 38 s 511   | 1 min 37 s 582   |                  |
| 12                                                                                        | Nico Hülkenberg   | Renault              | 1 min 39 s 242   | 1 min 38 s 059   |                  |
| 13                                                                                        | Fernando Alonso   | McLaren-Honda        | 1 min 39 s 134   | 1 min 38 s 202   |                  |
| 14                                                                                        | Daniil Kvyat      | Toro Rosso-Renault   | 1 min 39 s 183   | 1 min 38 s 245   |                  |
| 15                                                                                        | Carlos Sainz Jr.  | Toro Rosso-Renault   | 1 min 39 s 788   | 1 min 38 s 526   |                  |
| 16                                                                                        | Kevin Magnussen   | Haas-Ferrari         | 1 min 40 s 489   |                  |                  |
| 17                                                                                        | Jolyon Palmer     | Renault              | 1 min 40 s 646   |                  |                  |
| 18                                                                                        | Marcus Ericsson   | Sauber-Ferrari       | 1 min 41 s 732   |                  |                  |
| 19                                                                                        | Pascal Wehrlein   | Sauber-Ferrari       | 1 min 41 s 875   |                  |                  |
| Temps minimal à réaliser pour la qualification : 1 min 42 s 416 (107 % de 1 min 35 s 716) |                   |                      |                  |                  |                  |
| Nq.                                                                                       | Romain Grosjean   | Haas-Ferrari         | 1 min 43 s 355   |                  |                  |

### Grille de départ
- Initialement non-qualifié après son accident durant la première phase des qualifications, Romain Grosjean est autorisé à prendre le départ depuis la 20e et dernière place de la grille[6],[7],[8].
- Fernando Alonso, auteur du treizième temps, est pénalisé d'un recul de 35 places sur la grille de départ après le changement de différents éléments de son groupe propulseur ; il s'élance de la 19e place à la suite du repêchage de Grosjean[9].
- Stoffel Vandoorne, auteur du dixième temps, est pénalisé d'un recul de 25 places sur la grille de départ en raison de l'installation de ses dixièmes MGU-H et turbocompresseur et de ses septièmes MGU-K et moteur à combustion interne ; il s'élance finalement de la 18e place[10].
- Jolyon Palmer, auteur du dix-septième temps, est pénalisé d'un recul de quinze places ; il part finalement du 17e rang[9].
- Daniel Ricciardo, auteur du troisième temps, est pénalisé d'un recul de 25 places sur la grille de départ après le changement de son groupe propulseur et de sa boîte de vitesses ; il s'élance finalement de la 16e place[11].
- Carlos Sainz, auteur du quinzième temps, est pénalisé d'un recul de 10 places sur la grille de départ ; à la suite des diverses autres pénalisations, il s'élance de la 15e place[12].
- Nico Hülkenberg, auteur du douzième temps, est pénalisé d'un recul de dix places ; il s'élance finalement de la 14e place[9].
- Max Verstappen, auteur du deuxième temps, est pénalisé d'un recul de quinze places ; il part finalement du 13e rang sur la grille[13].
- Sergio Pérez, auteur du onzième temps, est pénalisé d'un recul de cinq places ; il part finalement du 12e rang sur la grille[14].

## Course

### Classement de la course
| Pos. | no | Pilote            | Écurie               | Tours | Temps/Abandon                      | Grille | Points |
| ---- | -- | ----------------- | -------------------- | ----- | ---------------------------------- | ------ | ------ |
| 1    | 44 | Lewis Hamilton    | Mercedes             | 53    | 1 h 15 min 32 s 312 (243,627 km/h) | 1      | 25     |
| 2    | 77 | Valtteri Bottas   | Mercedes             | 53    | + 4 s 471                          | 4      | 18     |
| 3    | 5  | Sebastian Vettel  | Ferrari              | 53    | + 36 s 317                         | 6      | 15     |
| 4    | 3  | Daniel Ricciardo  | Red Bull-TAG Heuer   | 53    | + 40 s 335                         | 16     | 12     |
| 5    | 7  | Kimi Räikkönen    | Ferrari              | 53    | + 1 min 00 s 082                   | 5      | 10     |
| 6    | 31 | Esteban Ocon      | Force India-Mercedes | 53    | + 1 min 15 s 528                   | 3      | 8      |
| 7    | 18 | Lance Stroll      | Williams-Mercedes    | 53    | + 1 min 14 s 156                   | 2      | 6      |
| 8    | 19 | Felipe Massa      | Williams-Mercedes    | 53    | + 1 min 14 s 834                   | 7      | 4      |
| 9    | 11 | Sergio Pérez      | Force India-Mercedes | 53    | + 1 min 15 s 276                   | 10     | 2      |
| 10   | 33 | Max Verstappen    | Red Bull-TAG Heuer   | 52    | + 1 tour                           | 13     | 1      |
| 11   | 20 | Kevin Magnussen   | Haas-Ferrari         | 52    | + 1 tour                           | 9      |        |
| 12   | 26 | Daniil Kvyat      | Toro Rosso-Renault   | 52    | + 1 tour                           | 8      |        |
| 13   | 27 | Nico Hülkenberg   | Renault              | 52    | + 1 tour                           | 14     |        |
| 14   | 55 | Carlos Sainz Jr.  | Toro Rosso-Renault   | 52    | + 1 tour                           | 15     |        |
| 15   | 8  | Romain Grosjean   | Haas-Ferrari         | 52    | + 1 tour                           | 20     |        |
| 16   | 94 | Pascal Wehrlein   | Sauber-Ferrari       | 51    | + 2 tours                          | 12     |        |
| 17   | 14 | Fernando Alonso   | McLaren-Honda        | 50    | Boite de vitesses                  | 19     |        |
| 18   | 9  | Marcus Ericsson   | Sauber-Ferrari       | 49    | Dégâts                             | 11     |        |
| Abd. | 2  | Stoffel Vandoorne | McLaren-Honda        | 33    | Perte de puissance                 | 18     |        |
| Abd. | 30 | Jolyon Palmer     | Renault              | 29    | Transmission                       | 17     |        |

### Pole position et record du tour
- Pole position :  Lewis Hamilton (Mercedes) en 1 min 35 s 554 (218,251 km/h)[16].
- Meilleur tour en course :  Daniel Ricciardo (Red Bull-TAG Heuer) en  1 min 23 s 361 (250,175 km/h) au quarante-neuvième tour[17].

### Tours en tête
- Lewis Hamilton : 51 tours (1-31 / 34-53)[18].
- Valtteri Bottas : 2 tours (32-33).

## Classements généraux à l'issue de la course
| Pos. | Pilote            | Écurie               | Points |
| ---- | ----------------- | -------------------- | ------ |
| 1    | Lewis Hamilton    | Mercedes             | 238    |
| 2    | Sebastian Vettel  | Ferrari              | 235    |
| 3    | Valtteri Bottas   | Mercedes             | 197    |
| 4    | Daniel Ricciardo  | Red Bull-TAG Heuer   | 144    |
| 5    | Kimi Räikkönen    | Ferrari              | 138    |
| 6    | Max Verstappen    | Red Bull-TAG Heuer   | 68     |
| 7    | Sergio Pérez      | Force India-Mercedes | 58     |
| 8    | Esteban Ocon      | Force India-Mercedes | 55     |
| 9    | Carlos Sainz Jr.  | Toro Rosso-Renault   | 36     |
| 10   | Nico Hülkenberg   | Renault              | 34     |
| 11   | Felipe Massa      | Williams-Mercedes    | 31     |
| 12   | Lance Stroll      | Williams-Mercedes    | 24     |
| 13   | Romain Grosjean   | Haas-Ferrari         | 24     |
| 14   | Kevin Magnussen   | Haas-Ferrari         | 11     |
| 15   | Fernando Alonso   | McLaren-Honda        | 10     |
| 16   | Pascal Wehrlein   | Sauber-Ferrari       | 5      |
| 17   | Daniil Kvyat      | Toro Rosso-Renault   | 4      |
| 18   | Stoffel Vandoorne | McLaren-Honda        | 1      |

| Pos. | Écurie               | Points |
| ---- | -------------------- | ------ |
| 1    | Mercedes             | 435    |
| 2    | Ferrari              | 373    |
| 3    | Red Bull-TAG Heuer   | 212    |
| 4    | Force India-Mercedes | 113    |
| 5    | Williams-Mercedes    | 55     |
| 6    | Toro Rosso-Renault   | 40     |
| 7    | Haas-Ferrari         | 35     |
| 8    | Renault              | 34     |
| 9    | McLaren-Honda        | 11     |
| 10   | Sauber-Ferrari       | 5      |

## Statistiques
Le Grand Prix d'Italie 2017 représente :

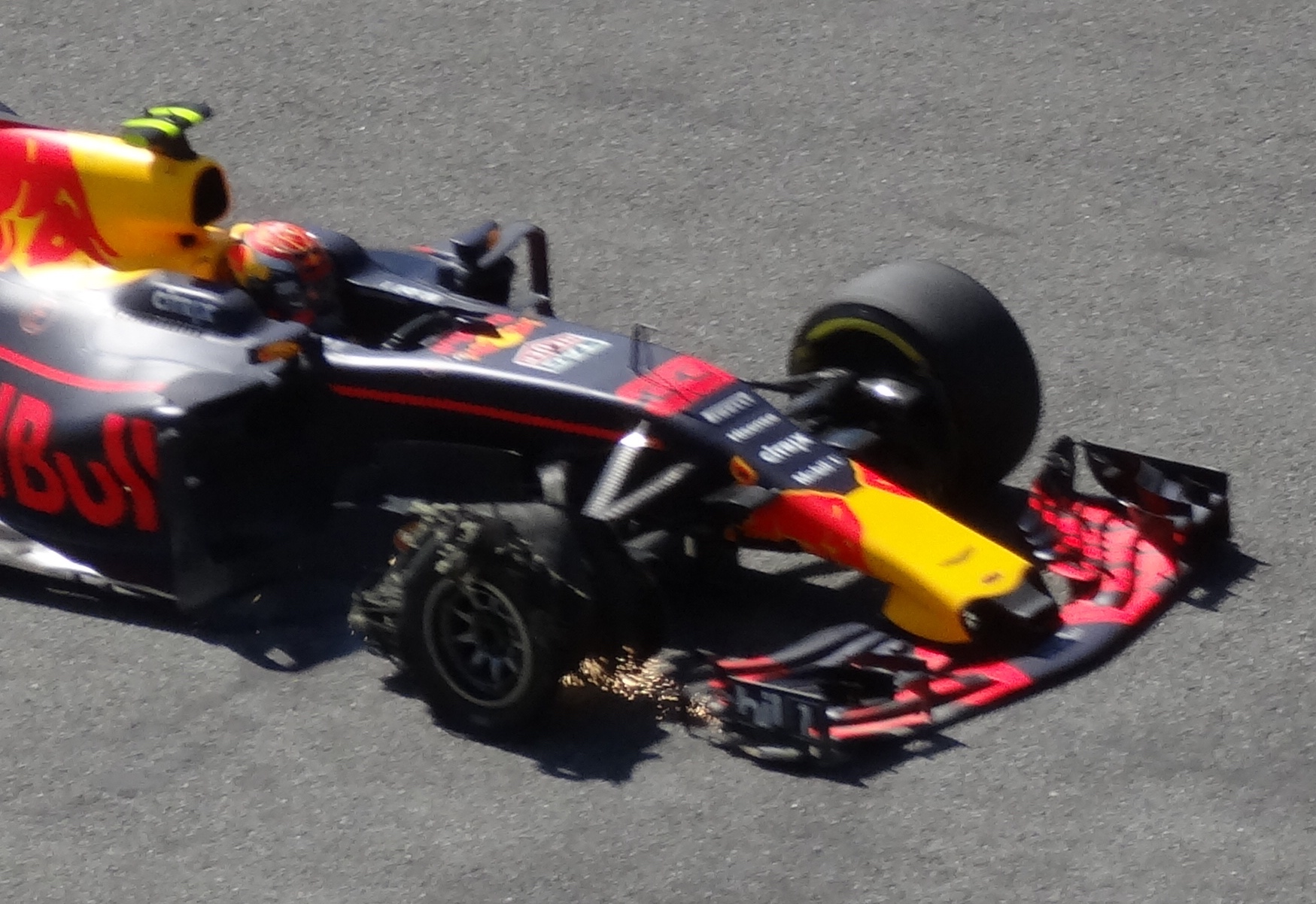
La crevaison de Verstappen à Monza en 2017.

- la 69e pole position de Lewis Hamilton, ce qui constitue un nouveau record en Formule 1[21],[22] ;
- la 59e victoire de Lewis Hamilton[23] ;
- la 72e victoire de Mercedes en tant que constructeur[24] ;
- la 158e victoire de Mercedes en tant que motoriste[25] ;
- Le 39e doublé de l'écurie Mercedes Grand Prix[26].

Au cours de ce Grand Prix :
- Lance Stroll devient le plus jeune pilote de Formule 1 à se qualifier sur la première ligne de la grille de départ d'un Grand Prix. Il bat de 23 jours le précédent record qui appartenait à Sebastian Vettel. Le Canadien, auteur du quatrième temps des qualifications, part deuxième à la suite des pénalisations des pilotes Red Bull Racing qui le précédaient[27],[28].
- Valtteri Bottas passe la barre des 600 points inscrits en Formule 1 (608 points)[29] ;
- Daniel Ricciardo est élu « Pilote du jour » lors d'un vote organisé sur le site officiel de la Formule 1[30] ;
- Emanuele Pirro (37 départs en Grands Prix de Formule 1, 3 points inscrits entre 1989 et 1991 et quintuple vainqueur des 24 Heures du Mans en 2000, 2001, 2002, 2006 et 2007) est nommé conseiller auprès des commissaires de course par la FIA pour les aider dans leurs jugements[31].